# Tenuiphantes morosus
Tenuiphantes morosus es una especie de araña araneomorfa del género Tenuiphantes, familia Linyphiidae. La especie fue descrita científicamente por Tanasevitch en 1987.
La longitud del prosoma del macho es de 1,0 milímetro y el de la hembra 1,20 milímetros. La longitud del cuerpo del macho es de 2,15 milímetros y de la hembra 3,3 milímetros. La especie se distribuye por Rusia, Georgia y Azerbaiyán.